# ジャック・ターナー (龍虎の拳)
ジャック・ターナー (Jack Terner) は、SNKの対戦型格闘ゲーム『龍虎の拳』シリーズに登場する架空の人物。

## キャラクター設定
『龍虎の拳』（以下初代『龍虎』と表記）にて初登場。暴走族「BLACK CATS」のリーダー。12歳の時、襲いかかってきたサーカスの熊を返り討ちにした経験がある。その怪力に物を言わせて「BLACK CATS」を結成して悪事の限りを尽くしてきたが、サウスタウンのある組織の幹部Mr.ビッグに目をつけられてメンバーを引き抜かれ、自身もビッグの配下に下る。そうしなければサウスタウンで生きてはいけなかったためである。しかし、心の底ではビッグに反旗を翻す機会を虎視眈々と窺っていた。
そして『龍虎の拳2』（以下『龍虎2』と表記）においてジャックは組織を脱会、「BLACK CATS」の再結成を目指す。だが、以前のメンバーは全員ビッグによって引き抜かれていたことで、格闘大会「キング・オブ・ザ・ファイターズ」の参加者の中から「NEO BLACK CATS」のメンバーの発掘に乗り出す。エンディングでは「NEO BLACK CATS」のメンバーたちの前で演説をしている。
かつてキングと対決して、打ち負かしたことがある。キングが本当は女性だと知ったのはずっと後で、当のジャックは全く気付かなかった。一方のキングはジャックに負けたことに憤慨しており、いつか必ず借りを返すことを目指している。また、ジャックは「無抵抗な女子供に手を出すような奴は自分のグループにはいない」とも語っている。初代『龍虎』にて、プレイヤーに負けると「不良にもメンツがあり、女子供には手を出さない」と言い、リョウ・サカザキ（あるいはロバート・ガルシア）に対して、ユリ・サカザキ（らしき女の子）ならばチャイナタウンで見掛けたという情報を教える。
茶色の頭髪を中分けにしており、素肌にベストを纏い、体重138kgの巨体で、腹が大きく出ており、顎にも少し脂肪が付いている。さらに『龍虎2』では額に青い鉢巻を付け、両耳に青いピアスを付け、両肩には髑髏のタトゥーを入れている。性格はやや気性が激しく、好戦的であり、『龍虎2』では対戦前に行われる掛け合いで相手に対して真っ向から喧嘩を売る描写が多い。
ジャック自身は『龍虎2』以降参戦していないが、未だにキングからは前述の一件から『ザ・キング・オブ・ファイターズ』シリーズでの彼女のプロフィールにおいて「不潔な奴(ジャック)」として嫌いなものに挙げられている。
2025年に発売された『餓狼伝説 City of the Wolves』のロック・ハワードのストーリーでは未だにMr.ビッグと抗争を続けていることが判明する。

## 他のメディアでのジャック
アニメ『バトルスピリッツ 龍虎の拳』では原作ゲームとは逆で、Mr.ビッグに忠誠を誓う悪役として登場する。
『デラックスボンボン』に掲載された漫画『龍虎の拳』（著：ゴッセージ）では「マックスデビル」名義で登場し、秘密結社「MASK」の息のかかった軍事基地の門番をしている。
天獅子悦也が執筆した漫画『龍虎の拳』および『龍虎の拳2』では原作ゲームとほぼ同様の設定で登場する。

## ゲーム上の特徴
初代『龍虎』では第2ステージで登場。初代『龍虎』ではリョウとロバート以外の登場キャラクターが使用できるのは対人戦のみであった。ジャックは『龍虎2』にて、(藤堂竜白を除いた)他のキャラクターと同様に全てのモードで使用可能になって再登場を果たす。
初代『龍虎』でのジャックの動きは鈍重で、技の隙も大きく、ダッシュやジャンプも例外ではなかったが、高い攻撃力も持っている。必殺技の「スーパードロップキック」は空振りかガードされると相手からの反撃が必至となるほどの長い硬直時間ができるが、発生の速さと威力の高さに優れており、相手の位置次第ではガード方向を逆にしないと防ぐことができないなど、強力な一面もある。リョウ、ロバート、Mr.カラテを除いたキャラクターの中で通常投げを使用できたのもこのジャックだけである。
『龍虎2』では動きが鈍重である点は変わらないが、気力が少ないときの「極ナックルパート」の隙の小ささや遠距離で入力すると出るローキック攻撃の性能が高いなど、機動力が少しだけ上がっている。新たに追加されたコマンド投げ「ブレインショックバット」は相手のガードを崩す手段として役立つ。隠し必殺技でコマンド投げの「ヘルダイビング」は他のキャラクターと比べて気力の消費量が大きいため、対CPU戦では「気力鍛錬の行」を1回以上成功させないと技自体を出せない。しかし投げ間合いは尋常じゃなく広く、立ち小パンチが当たる間合いであれば（ヒットの有無に関わらず）「ヘルダイビング」へと繋ぐ事ができるため非常に強力な必殺技となっている。また、巨体に似合わず、空中投げも使いこなす。食らい判定も隙も小さい弱攻撃で相手を追い詰めるようにして、攻撃を確実に当てていく必要がある。強攻撃や必殺技は威力が高い代わりに隙も大きいため、不用意な空振りは危機を招く。

## 技の解説

### 通常技
龍虎の拳2
| 操作       | 立ち（近距離）     | 立ち（遠距離）     | しゃがみ               | 垂直ジャンプ           | 前方ジャンプ           | 後方ジャンプ           |
| ---------- | ------------------ | ------------------ | ---------------------- | ---------------------- | ---------------------- | ---------------------- |
| 弱パンチ   | 右ストレート       | 右ストレート       | しゃがみ左ジャブ       | ジャンプヒップアタック | ジャンプヒップアタック | ジャンプヒップアタック |
| 強パンチ   | 地獄突き           | ラリアート         | 立ち上がりヘッドバット | ジャンプエルボー       | ジャンプエルボー       | ジャンプエルボー       |
| 弱キック   | 前蹴り             | 前蹴り             | しゃがみ足払い         | ジャンプキック         | ジャンプキック         | ジャンプキック         |
| 強キック   | ジャイアントキック | ジャイアントキック | しゃがみ足払い         | ドロップキック         | ドロップキック         | ドロップキック         |
| アッパー   | アッパー           | アッパー           |                        |                        |                        |                        |
| ローキック | 踏み付けキック     | 体当たり           |                        |                        |                        |                        |
| 投げ       | ボディスラム       |                    |                        | 空中ボディスラム       | 空中ボディスラム       | 空中ボディスラム       |

### 通常投げ
ボディスラム
相手の顔をむんずと掴んで後方の地面に投げ落とす。
空中ボディスラム
『龍虎2』で追加された空中投げ。空中の相手を捕えて反転させて地面に投げ落とす。

### 必殺技
スライディングキック
初代『龍虎』のみの技で、地面を滑り、相手の足元を急襲する。攻撃は立ちガード不可だが、攻撃後はヒット、ガード、空振りを問わず一定時間硬直する。
超（スーパー）ドロップキック
その場から勢い良く飛び上がり、両足を揃えて強烈なドロップキックを放つ。足の先端にオーラを纏っている。攻撃後は地面に落下し、立ち上がって体勢を整えるまでが硬直状態であり、その時間は長い。気力の残量で、発生の速さと飛んでいく距離が大きく変化し、気力が赤色の状態だとわずかな距離しか飛ばない。「暫烈拳」や「幻影脚」に一方的に打ち勝てる点、対空迎撃に使用可能な点、しゃがみガードで防ぐことができない点など、長所もある。
極（ごく）ナックルパート
拳にオーラを込めたストレートを前方へ放つ。初代『龍虎』では、片足で2回ステップを踏んでから攻撃を放ち、ヒット効果は吹き飛びダウン。『龍虎2』では地面を滑るように走りながら攻撃し、ヒット効果はのけぞり。ズームイン画面であれば、攻撃は端まで届く。気力が十分にある状態だと、威力が高い代わりに長距離を走ってから攻撃するために隙が大きいが、気力が少ない状態だと威力が減る代わりに短距離を走り、動作全体の隙も小さくなる。先端を当てれば、ジャック側が先に動き出すことが可能。
ダイナマイトラリアート
『龍虎2』で追加された技で、前方へダッシュし、立ち止まってからオーラを纏うラリアートを放つ。ダッシュする距離は気力の残量で決まっている。
ブレインショックバット
『龍虎2』で追加された技で、相手の体を掴み上げてから、顔面に連続で頭突きを叩き込む。頭突きを叩き込む回数は、気力が緑色の状態で決めると10発、黄色の状態で決めると6発、赤色の状態で決めると2発。有効間合いは通常投げよりも広い。
ボンバーダンス
『龍虎2』で追加された打撃によるコンビネーション技。右ストレート→ジャイアントキック→アッパー→立ち上がりヘッドバットの順に、4発の打撃を繰り出す。最初の2発までは連続でつながるが、その後は連続ヒットせず、最後の4発目をガード（もしくは空振り）されると大きな隙が生じる。技の威力も動作速度も、気力の残量の影響を受けない。また、相手の体力を削る能力はない。

### 超必殺技・隠し必殺技
ジャイアントプレス
スーパーファミコン版『龍虎の拳』でのみ使用可能な隠し必殺技（『餓狼伝説』シリーズで言うところの「潜在能力」に相当）。「スーパードロップキック」の体勢で空高く飛び上がり、触れた相手を引っ掴んで地上に降下してから地面に投げ落とす。前方へ進む距離は短いが、ガード不可。
極ヒップアタック
『龍虎2』の超必殺技。高く飛び上がり、ヒップアタックを3回連続で出す。動作は速いが、攻撃は連続ヒットしない。ヒット効果は、2発目まではのけぞりで、3発目が吹き飛びダウンとなる。ガード（もしくは空振り）されると「スーパードロップキック」と同じく大きな隙が生じる。
ヘルダイビング
『龍虎2』での隠し必殺技。相手の体を後方の地面に投げ落とした直後に相手の上に頭から飛び掛かり、相手を抉るように自らの体を高速で回転させる。他のキャラクターと比べて気力の消費量が大きいため、対CPU戦では「気力鍛錬の行」を1回以上成功させないと技自体を出すことができない。しかし、キャンセル可能な通常技をガードさせてこの技を入力すると、問答無用で決めることができるという特性がある。これは、他にコマンド投げを持つキャラクターには無いジャックだけの特性である。その有効間合いも広く、ジャックの技の中でも随一の性能を誇る。

## 担当声優
- マイケル・ビアード (Michael Beard) - 『龍虎の拳』[1]『龍虎の拳2』[1]
- 松尾銀三 - 『バトルスピリッツ 龍虎の拳』
- エリック・スチュアート - 『バトルスピリッツ 龍虎の拳』英語版
- 田村チアキ - 『餓狼伝説 City of the Wolves』

## 参考
1. 1 2  “MICHAEL BEARD VOICES”.   behindthevoiceactors.com. 2019年9月15日閲覧。